# Венсинк, Арент Ян
Арент Ян Венсинк (нидерл. Arent Jan Wensinck; 7 августа 1882, Аарландервен, Южная Голландия — 19 сентября 1939, там же) — нидерландский исламовед и лингвист-семитолог, переводчик. Известен как исследователь сирийского мистицизма исламского толка. Один из редакторов первого издания «Энциклопедии ислама» (помощник Мартина Хаутсмы). Ординарный профессор Лейденской академии. Член-корреспондент Нидерландской королевской академии искусств и наук (1917) и иностранный член Азиатского общества. Рыцарь Ордена Нидерландского льва.

## Биография

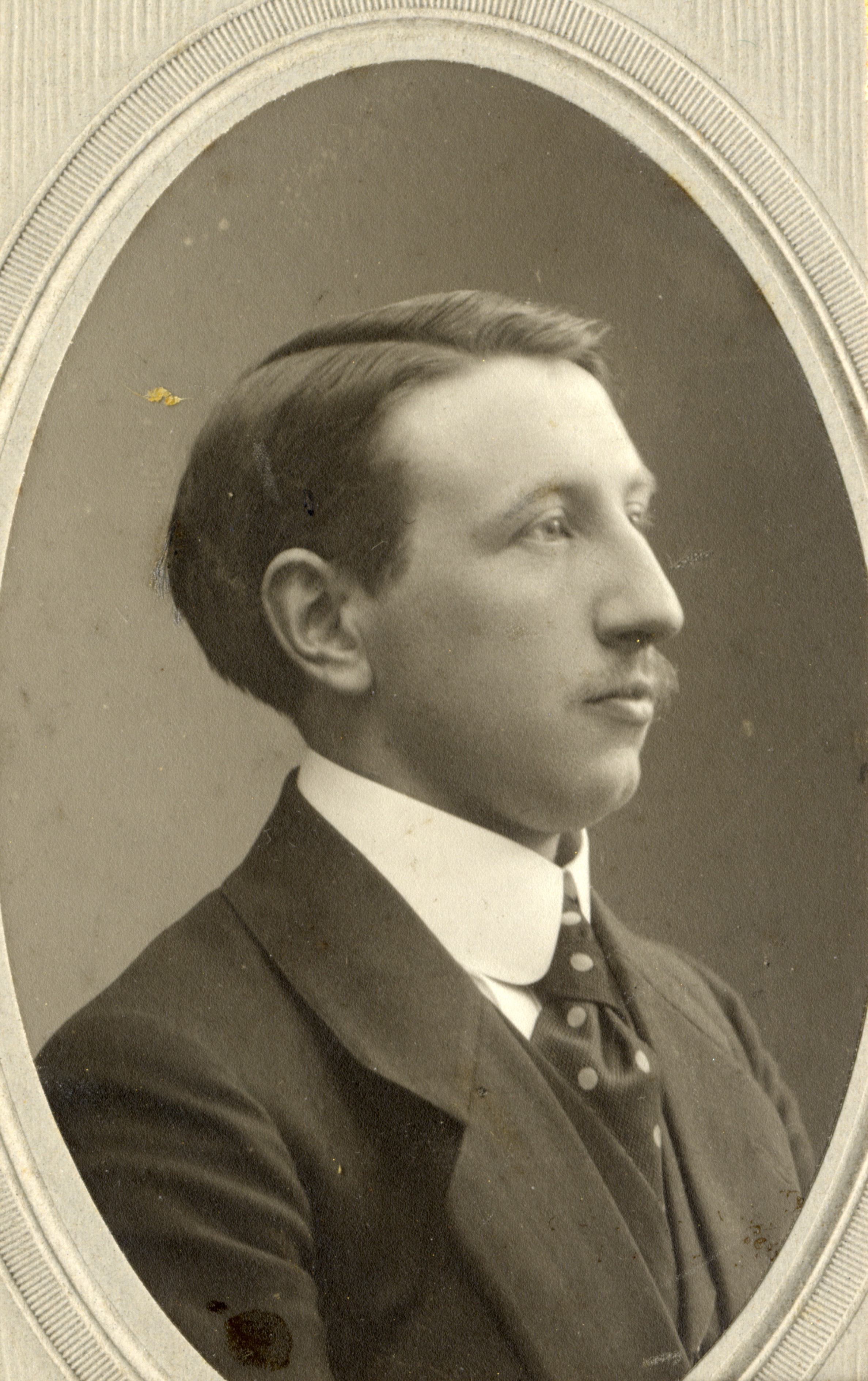
Во время обучения в Утрехтском университете между 1910 и 1912 годам

Арент Ян Венсинк родился 8 августа 1882 года в Аарландервене, провинция Южная Голландия, Нидерланды, в семье предиканта Нидерландской реформаторской церкви Йоханна Германа Венсинка и его супруги Анны Сары Гертруды Вермер. Первоначально он планировал пойти по стопам отца. Окончив гимназии в Амерсфорте и Лейдене, Арент Ян первоначально поступил в Утрехтский университет на факультет теологии, но через семестр в следующем году перевёлся на факультет языкознания и стал заниматься изучением семитских языков (семитология). В том же году Венсинк успешно сдал первый экзамен (его руководителем был Мартин Теодор Хаутсма, один из самых влиятельных семитологов и арабистов мира) и поступил в Лейденскую академию, где продолжил обучение у Михаэла Яна де Гуе и Христиана Снук-Хюргронье. 30 апреля 1906 году он с отличием окончил обучение, а два года спустя, 18 марта 1908 защитил диссертацию «Мухаммед и евреи в Медине» под руководством последнего из них.

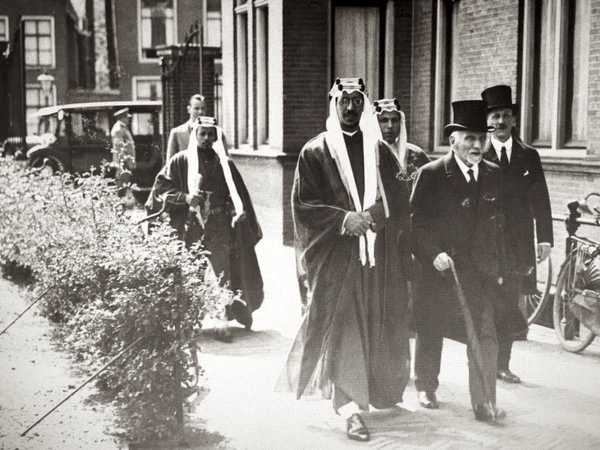
Принц Сауд посещает Лейденскую академию в сопровождении Христиана Снук-Хюргунье и Арента Яна Веснинка (крайний справа). 1935 год

Помимо родного нидерландского, Венсинк владел ивритом и арамейским, сирийским и арабским языками. Он посещал лекции в Берлине и Гейдельберге и преподавал иврит в гимназиях Утрехта и Амерсфорта. После защиты диссертации Арент Ян получил должность приват-доцента Утрехтского университета. Помимо этого он занимался преподаванием на дому. Одновременно Хаутсма устроил Венсинка в качестве ответственного секретаря и помощника редактора фундаментального проекта издательства «Брилл» «Энциклопедия ислама». В 1912 году Венсинк получил должность ординарного профессора Лейденской академии по курсу иврита, арамейских и сирийского языков, преподавая их до 1927 года, когда сменил Христиана Снук-Хюргронье на посту ординарного профессора по разряду арабистики и исламоведения. Преподавая здесь, в 1917 году он получил статус член-корреспондента Нидерландской королевской академии искусств и наук. В 1932 году, когда король Фуад I основал Египетскую академию наук, он пригласил четырёх востоковедов из Европы стать её первыми иностранными членами. Это были Гамильтон Гибб от Британии, Луи Массиньон от Франции, Карло Наллино от Италии и Арент Ян Венсинк от Нидерландов. Однако из-за разразившегося политического скандала последний вскоре был из неё исключён. В 1938 году Арент Ян получил степень почётного доктора Алжирского университета, Орден Нидерландского льва и звание иностранного почётного члена Азиатского общества.
3 октября 1912 года Арент Ян женился на Марии Элизабет Думбантон. В браке с ней имел двух дочерей и двух сыновей. Скончался в родной деревне 19 сентября 1939 года.

## Научная деятельность
Арент Ян получил наибольшую известность как исламовед, специалист по ранней истории ислама и исследователь мистицизма, в первую очередь исламского, но также и христианского толка. В 1930 году он опубликовал полноценное исследование этого вопроса под названием «Oostersche mystiek : Christelijke en Mohammedaansche» (с нидерл. — «Восточный мистицизм: христианский и мусульманский»). Ранней истории ислама посвящены его переводы хадисов, сир, а также статьи о пророке Мухаммеде, его сподвижниках и деятелях Праведного халифата. Он перевёл несколько работ сирийских авторов, в частности Бар-Эбрея и Исаака Сирина. Более поздние работы учёного посвящены в основном аль-Газали, персидскому мистику и учёному XI века.
В 1923—1927 годах Арент опубликовал сборник работ своего учителя в 6 томах, который сам отредактировал и к которому написал предисловие. Во второй половине своей карьеры в Лейденской академии Венсинк работал над двумя фундаментальными проектами — первым изданием «Энциклопедии ислама», где он стал одним из редакторов в помощь Мартину Хаутсма и автором значительного количества статей, и над всеобъемлющим обзором традиционной литературы ислама. В рамках последней многие учёные академии публиковали свои труды. Арент Ян при этом написал две крупные книги — «A handbook of early Muhammadan tradition, alphabetically arranged» (с англ. — «Справочник по ранней мухаммаданской традиции…») 1927 года и «The Muslim creed» (с англ. — «Мусульманское вероучение») 1932 года. Последняя к тому же посвящена вопросу роста догматической позиции в суннитском исламе. Согласно исламоведу У. М. Уотту, данная работа получилась обширной и крайне необходимой для тех, кто изучает этот вопрос ввиду широкого познания автора в данной области.
В 1938 году Арен выпустил 47-страничную брошюру «De Nederlandsch-Hervormde Kerk en de Gemeente van Christus» (с англ. — «Нидерландская реформатская церковь и Церковь Христа»), посвящённую религии, которую он всегда исповедовал, но никогда профессиональное не изучал. Последней работой стала начатая под его руководством в 1939 году (хотя подготовка проекта началась ещё в 1916 году) и завершённая лишь через 30 лет после смерти учёного «Согласование и указания мусульманской традиции», работа, публиковавшаяся исключительно на арабском языке, которая состоит из 7 томов. Она содержит многочисленные хадисы и исламские традиционные работы. Благодаря этому многотомнику Венсинк получил широкую известность в исламском мире. Помимо каноничных ранних сборников хадисов X века в работу вошли более поздние «Муснад» авторства ад-Дарими и Ахмада ибн Ханбаля и «Муватта» Малика ибн Анаса. Проект выпускался при поддержке ряда мировых академий и при покровительстве Международного союза академий. Наряду с «Энциклопедией ислама» и первым изданием «Истории пророков и царей» данная работа стала одним из величайших памятников арабистики в Нидерландах. Кроме этого из под руки Арента Яна вышло несколько правоведческих работ, в которых он развивал свою теорию о том, что раз ислам сам по себе стал «сборником цитат» из других религий, то его законы и правовые нормы основаны на еврейско-иудейских работах.
Работа, посвящённая аль-Газали вышла через год после начала публикации многотомника, но задолго до конца его публикации. В 1941 году вышел «Handwörterbuch des Islam» (с нем. — «Исламский энциклопедический словарь»), иногда называемый «Малой энциклопедией ислама». Арент Ян стал его главным редактором наряду с Йоханнесом Крамерсом. Вышедшую же в 1953 году англоязычную версию работы Крамерс редактировал с шотландцем Гамильтоном Гиббом.
Согласно религиоведу Жану Ваарденбургу, основная заслуга исследовательской деятельности Венсинка состояла в мультидисциплинарности и его способности объединить различные специализации для комплексного изучения вопроса семитских религий. Он смог выявить историческую закономерность внутри семитского религиозного мира, общие для христианства, ислама и иудаизма. Он исследовал такие разнообразные области, как космология, ритуальное поведение, этика, мистицизм и народная религия, писал на такие разнообразные темы, как празднование Нового года, почитание мучеников и понятие намерения в праве. Взяв в качестве отправной точки имеющиеся у него данные, касающихся набожной и мистической жизни и мысли, Венсинк показал историческую связь между мусульманским и сирийским христианским мистицизмом, рассказав о том, как Исаак Сирин повлиял на мусульманских мистиков, так и как Абу Хамид аль-Газали повлиял на Бар-Эбрея в более поздний период. Венсинк внёс значительный вклад в само понимание аль-Газали как мистика. В конце своей жизни Венсинк послужил для многих учёных стимулом для изучения арамейской основы Нового Завета, что оказалось плодотворным направлением исследований.

### Сура 18
В 1932 году египетская национальная газета аль-Ахрам на арабском языке опубликовала на своей передовице несколько статей, подвергших ярой критике первое издание «Энциклопедии ислама», главным редактором которой на тот момент выступал Венсинк. Причиной стали статьи об истории Мекки и раннего ислама, в которых лично Венсинк со ссылками на Снук-Хюргронье и египетского интеллектуала Таха Хусейна утверждал, что Авраам был введен в Коран только после разрыва Мухаммада с иудеями в Медине. Кроме этого он писал, что хадисы являлись «оружием противоборствующих сторон» и в них отображались этапы, происходившие не с Мухаммедом, а в гораздо более поздние периоды исламской истории. Хусайн аль-Хиррави пишет, что данная точка зрения была воспринята как умышленная попытка посеять сомнения в умах верующих, вооружить «евангелистов» и «колонизаторов», а также подорвать веру в ислам. Венсинк отрицал это, заявляя, что лишь изложил в энциклопедии общеизвестные в Европе вещи, которые ему рассказывал Снук-Хюргронье. Кроме этого он напомнил, что в других своих работах он выражал симпатию к исламу, в связи с чем странно обвинять его в попытке подорвать веру. Попытки посредничества и угрозы со стороны других европейских учёных бойкотировать заседание Академии были безрезультатны. Король и вовсе не хотел враждовать с общественным мнением. Из-за этого на место Венсинка был назначен Энно Литтманн, представитель Германии.

### Работы
Арент Ян Венсинк является автором 6 монографий и редактором 4 работ, включая 8 из 9 томов фундаментальной «Энциклопедии ислама».
Книги (автор)
- Mohammed en de Joden te Medina :  [нид.]. — Leiden : E.J. Brill, 1908. — xii, 174 p. — OCLC 23635199.
- Oostersche mystiek Christelijke en Mohammedaansche :  [нид.]. — Amsterdam : H. J. Paris, 1930. — 90 p., 8 p. fig. — (De Weg der Menschheid ; Bd. 15).
- A handbook of early Muhammadan tradition, alphabetically arranged :  [англ.]. — Leiden : E.J. Brill, 1927. — xviii, 268 p., 1 p. fig. — OCLC 497773.
- The Muslim creed : its genesis and historical development :  [англ.]. — Cambridge : Cambridge University Press, 1932. — vii, 304 p. — OCLC 3025999.
- De Nederlandsch-Hervormde Kerk en de Gemeente van Christus :  [нид.]. — Rotterdam : Voorhoeve, 1938. — 47 p.
- La pensée de Ghazzālī :  [фр.]. — Paris : Adrien-Maisonneuve, 1940. — ii, 201 p., 2 p. fig. — OCLC 2994438.

Переводы и редакция
- Bar Hebraeus. Syriac Christian mysticism: Bar Hebraeus's Book of the Dove :  [англ.] / edited, translated and introduction by A. J. Wensinck. — Leyden : E.J. Brill, 1919. — cxxxvi, 151 p. — (Publication of the De Goeje Fund ; vol. 4). — OCLC 2674107.
- Isaac Syrus. Mystic treatises by Isaac of Nineveh :  [англ.] / translated from Bedjan's Syriac text with an introduction and registers by A. J. Wensinck ; Paul Bedjan. — Amsterdam : Koninklijke Akademie van Wetenschappen, 1923. — lvi, 450 p. — (Verhandelingen der Koninklijke Nederlandse Akademie van Wetenschappen. Ser. 1. Fdeeling Letterkunde ; vol. 23). — OCLC 63242745.
- Handwörterbuch des Islam :  [нем.] / herausgegeben von A. J. Wensinck und J. H. Kramers. — Leiden : E.J. Brill ; Amsterdam : Koninklijke Nederlandse Akademie van Wetenschappen, 1941. — viii, 833 S. — OCLC 2430997.
- Encyclopaedia of Islam, First Edition (1913—1936) :  [англ.] : in 9 vol. / ed. by Th. Houtsma, A. J. Wensinck, T. W. Arnold. — Leiden : E.J. Brill, 1993. — Vol. 2. — ISBN 90-04-09796-1. (платн.)
- Encyclopaedia of Islam, First Edition (1913—1936) :  [англ.] : in 9 vol. / ed. by Th. Houtsma, A. J. Wensinck, E. Levi-Provençal. — Leiden : E.J. Brill, 1993. — Vol. 3. — ISBN 90-04-09796-1. (платн.)
- Encyclopaedia of Islam, First Edition (1913—1936) :  [англ.] : in 9 vol. / ed. by Th. Houtsma, A. J. Wensinck, H. A. R. Gibb. — Leiden : E.J. Brill, 1993. — Vol. 4. — ISBN 90-04-09796-1. (платн.)
- Encyclopaedia of Islam, First Edition (1913—1936) :  [англ.] : in 9 vol. / ed. by Th. Houtsma, A. J. Wensinck, H. A. R. Gibb. — Leiden : E.J. Brill, 1993. — Vol. 5. — ISBN 90-04-09796-1. (платн.)
- Encyclopaedia of Islam, First Edition (1913—1936) :  [англ.] : in 9 vol. / ed. by Th. Houtsma, A. J. Wensinck, H. A. R. Gibb. — Leiden : E.J. Brill, 1993. — Vol. 6. — ISBN 90-04-09796-1. (платн.)
- Encyclopaedia of Islam, First Edition (1913—1936) :  [англ.] : in 9 vol. / ed. by Th. Houtsma, A. J. Wensinck, H. A. R. Gibb. — Leiden : E.J. Brill, 1993. — Vol. 7. — ISBN 90-04-09796-1. (платн.)
- Encyclopaedia of Islam, First Edition (1913—1936) :  [англ.] : in 9 vol. / ed. by Th. Houtsma, A. J. Wensinck, H. A. R. Gibb. — Leiden : E.J. Brill, 1993. — Vol. 8. — ISBN 90-04-09796-1. (платн.)
- Encyclopaedia of Islam, First Edition (1913—1936) :  [англ.] : in 9 vol. / ed. by Th. Houtsma, A. J. Wensinck, H. A. R. Gibb. — Leiden : E.J. Brill, 1993. — Vol. 9. — ISBN 90-04-09796-1. (платн.)

Сборники
- Studies of A. J. Wensinck :  [англ.]. — New York : Arno Press[англ.], 1978. — 220 p. — (Mythology Series). — ISBN 9780405105678.